# Distretto di Palma
Il distretto di Palma è un distretto del Mozambico di 48.423 abitanti, che ha come capoluogo Palma.

## Geografia antropica

### Suddivisioni amministrative
Il distretto è suddiviso in quattro sottodistretti amministrativi (posti amministrativi), con le seguenti località:
- Sottodistretto di Palma:
  - Mute
- Sottodistretto di Olumbe:
  - Quissengue
- Sottodistretto di Pundanhar:
  - Nhica Rovuma
- Sottodistretto di Quionga